# 日本とブルネイの関係
日本とブルネイの関係（にほんとブルネイのかんけい、英語: Brunei–Japan relations、マレー語: Hubungan Brunei - Jepun）は、1984年に国交樹立を締結した日本国とブルネイ・ダルサラーム国との関係である。

## 両国概要
|                             | 日本                                             | ブルネイ                                    |
| --------------------------- | ------------------------------------------------ | ------------------------------------------- |
| 人口                        | 127,338,621人（2013年）                          | 417,784人（2013年）                         |
| 面積                        | 377,955 km²                                      | 5,765 km²                                   |
| 人口密度                    | 337.6人/km²                                      | 72.4人/km²                                  |
| 首都                        | 東京                                             | バンダルスリブガワン                        |
| 最大都市                    | 東京 – 1278万3000人 (首都圏は3245万人)           | バンダルスリブガワン                        |
| 国家体制                    | 単一国家、議会内閣制、立憲君主制                 | 単一国家、立憲君主制                        |
| 公用語                      | 日本語 (事実上)                                  | マレー語（憲法上）、英語                    |
| 宗教                        | 神道83.9%、仏教71.4%、キリスト教0.8%、その他0.6% | イスラム教79%、キリスト教9%、仏教8%         |
| 民族                        | 日本人                                           | マレー系65.7%、中華系10.3%、その他24.0%     |
| 在留邦人数/在日ブルネイ人数 | 147人（2012年）                                  | 46人（2013年）                              |
| 通貨                        | 円（Yen 100 ＝ Brunei dollar 1.2）               | ブルネイ・ドル（Brunei dollar 1 ＝ Yen 82） |
| GDP (名目)                  | 5兆1000億ドル (1人当たり38,559米ドル)            | 164億米ドル（1人当たり39,942米ドル）        |
| 軍事費                      | 488億6000万米ドル (2008年度)                     | 5億1,1317万2,760ブルネイ・ドル              |

## 歴史
日本とブルネイの関係は、エネルギーの貿易を主体とし、ブルネイが英国領だったころから始まった。
第二次世界大戦
第二次世界大戦が始まり、ブルネイを支配していたイギリスを日本軍が排除した結果、 1942年から1945年の終戦まで日本が戦時統治していた。
詳細は『ブルネイの歴史#日本の統治』
終戦後

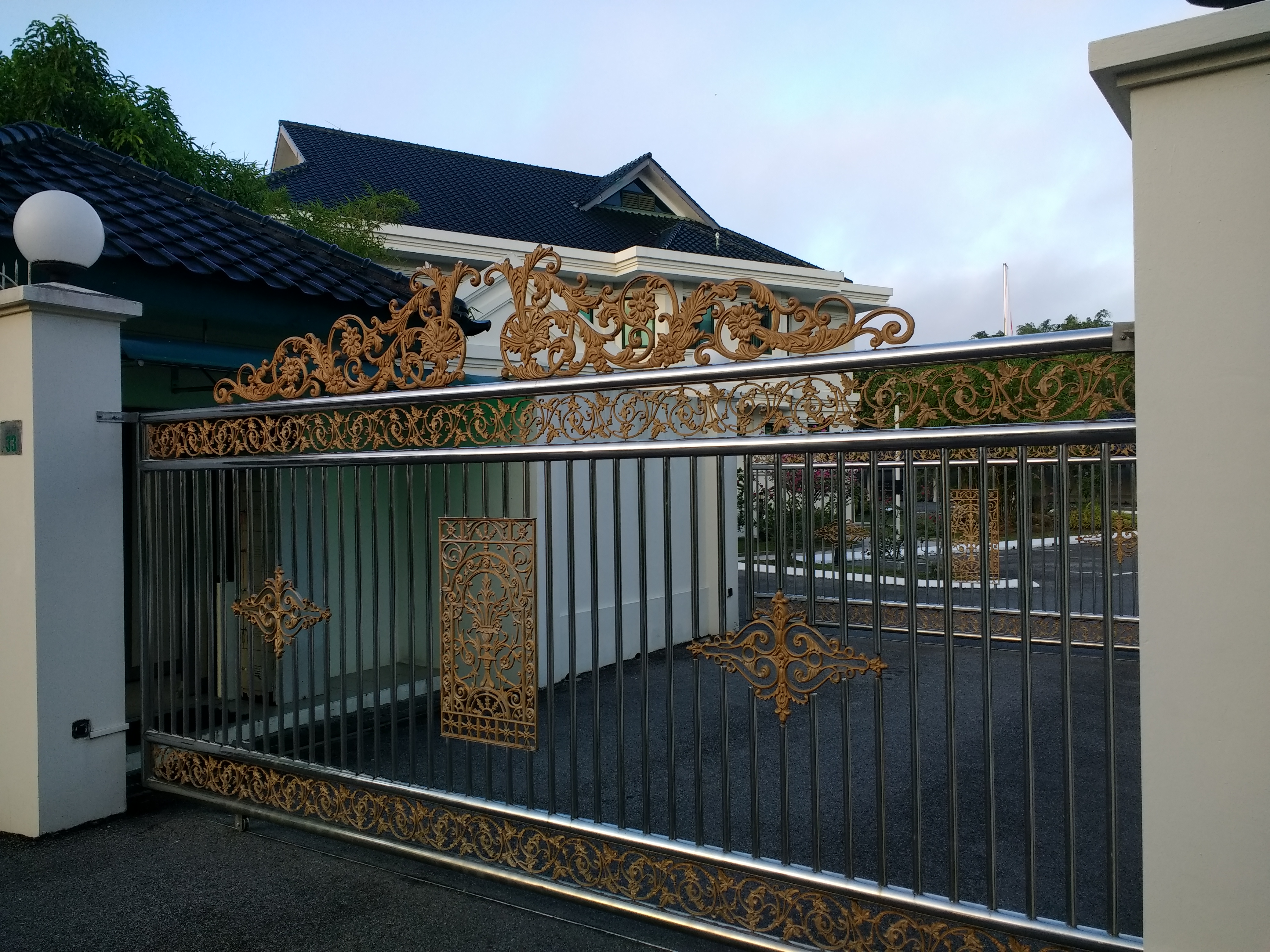
在ブルネイ日本国大使館

日本はブルネイから1969年に石油の輸入を、1972年に天然ガスの輸入を開始した。
1983年5月、日本の総理大臣として初めて中曽根康弘がブルネイを訪問し、日・ブルネイ友好議員連盟が結成され、翌6月、ブルネイに日本政府による事務所が開設された。
1984年1月にイギリスより内政を回復し、独立したブルネイは、その年の4月、日本と国交を結び、ハサナル・ボルキア国王が国賓として日本に招待された。同年6月にバンダルスリブガワンに日本国大使館が設置され、9月に東京にて、日・ブルネイ友好協会が結成され、1998年には、ブルネイに、ブルネイ・日友好協会が設立された。
1989年の昭和天皇の崩御の際には、ハサナル・ボルキア国王は大喪の礼に参列し、1990年の上皇明仁の即位礼正殿の儀にも、参列した。1996年、皇太子夫妻が初めてブルネイを訪れた。2011年の東日本大震災の際には、日本は、ブルネイ政府から100万米ドルの寄付や、民間から多数の支援を受けた。2019年の天皇徳仁の即位礼正殿の儀にはハサナル・ボルキア国王とアブドゥル・マティーン王子が参列した。

## 政治
2010年12月、ブルネイ内務省は、一村一品運動に関する専門家の派遣を日本に要請し、大分県県職員による現地での指導や講義などを受けた。

## 軍事
軍事においてブルネイは、従来よりASEAN諸国との連携を重視し、2008年から各国の防衛省階級相当の閣僚会合であるASEAN国防相会議（ADMM、ASEAN Defence Minister's Meeting）に参加してきた。一方で、日本は、2010年ベトナムでの第一回ADMMプラスに、2014年ブルネイでの第二回ADMMプラスに参加し、ASEAN諸国を通じてブルネイとの軍事協力の関係を結んだ。

## 皇室と王室の関係
日本の皇室とブルネイの王室の関係は、現在まで良好な関係を築いてきた。1984年のブルネイ独立後、ボルキア国王は国賓として日本を訪れ、昭和天皇との晩餐会に出席した。国王は、前述の大喪の礼や即位の礼での参加だけではなく、2003年の日・ASEAN特別首脳会議、2007年の日・ブルネイ経済連携協定署名式典、2010年の横浜APEC首脳会議、2013年の首脳会談や日・ASEAN特別首脳会議の際に、明仁天皇（当時。令和時代の上皇）と会談や茶会などを行うなどして、関係を深めている。なおかつ、多くのブルネイ王室の王族たちも何度も日本に訪れている。

## 経済
経済の分野において、日本とブルネイは、エネルギーをもとに関係を構築してきた。日本は、1972年にブルネイからの天然ガスの輸入を開始して以来、2013年現在、年間約500万トンもの天然ガスを輸入している。これは、日本の全天然ガス消費量の約6%にあたり、ブルネイの輸出する天然ガスの約85％あたる。一方で、日本からブルネイへの主要輸出品目は、車両や車両部品となっている。
また、資源以外の経済関係の強化のため、2007年6月、日・ブルネイ経済連携協定（EPA） を署名し、2008年7月に発効した。2009年12月には、両国間の経済的交流、人的交流等に伴って発生する国際的二重課税の回避を目的とした、日・ブルネイ租税協定を発効した。
日本からブルネイへのODAは、技術協力を中心に実施されていたが、1996年1月にブルネイがODA卒業国となったため、1998年度のODAを最後に終了した。この技術協力には39.28億円が投入され、内訳は、研修員受入1,134人、調査団派遣114件、プロジェクト技協2件、開発調査5件などとなっている。

## 文化
2001年からブルネイ大学にて日本語講座が開設され、2014年には第28回日本語弁論大会が開催された。2008年より日本語能力試験がバンダルスリブガワンで年に1回のペースで行われており、2013年度の受験者総数は、56人だった。

## 外交使節

### 駐日ブルネイ大使館
- 住所：東京都品川区北品川六丁目5-2
- アクセス：JR山手線/京急本線・品川駅

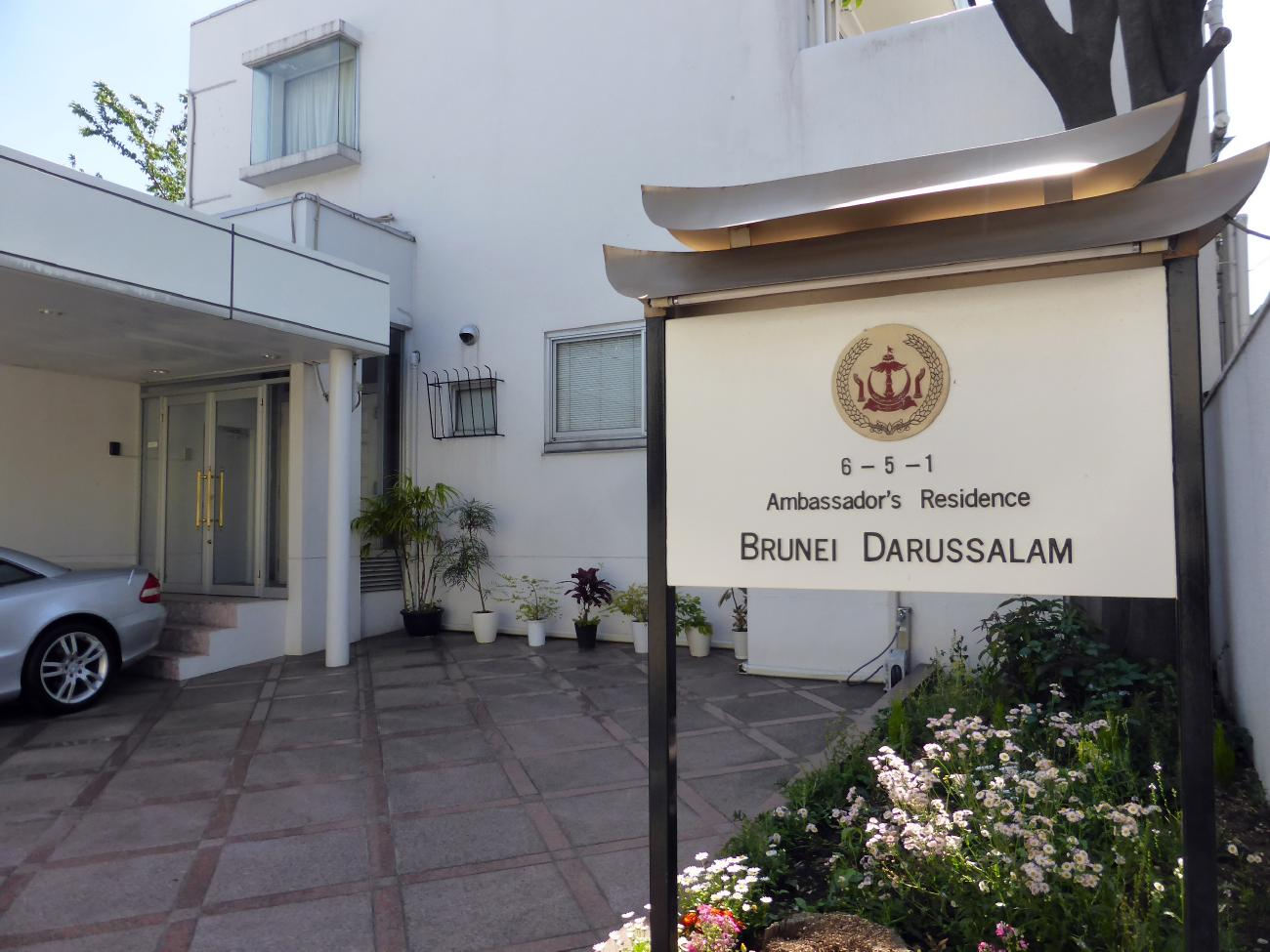
ブルネイ大使館表札
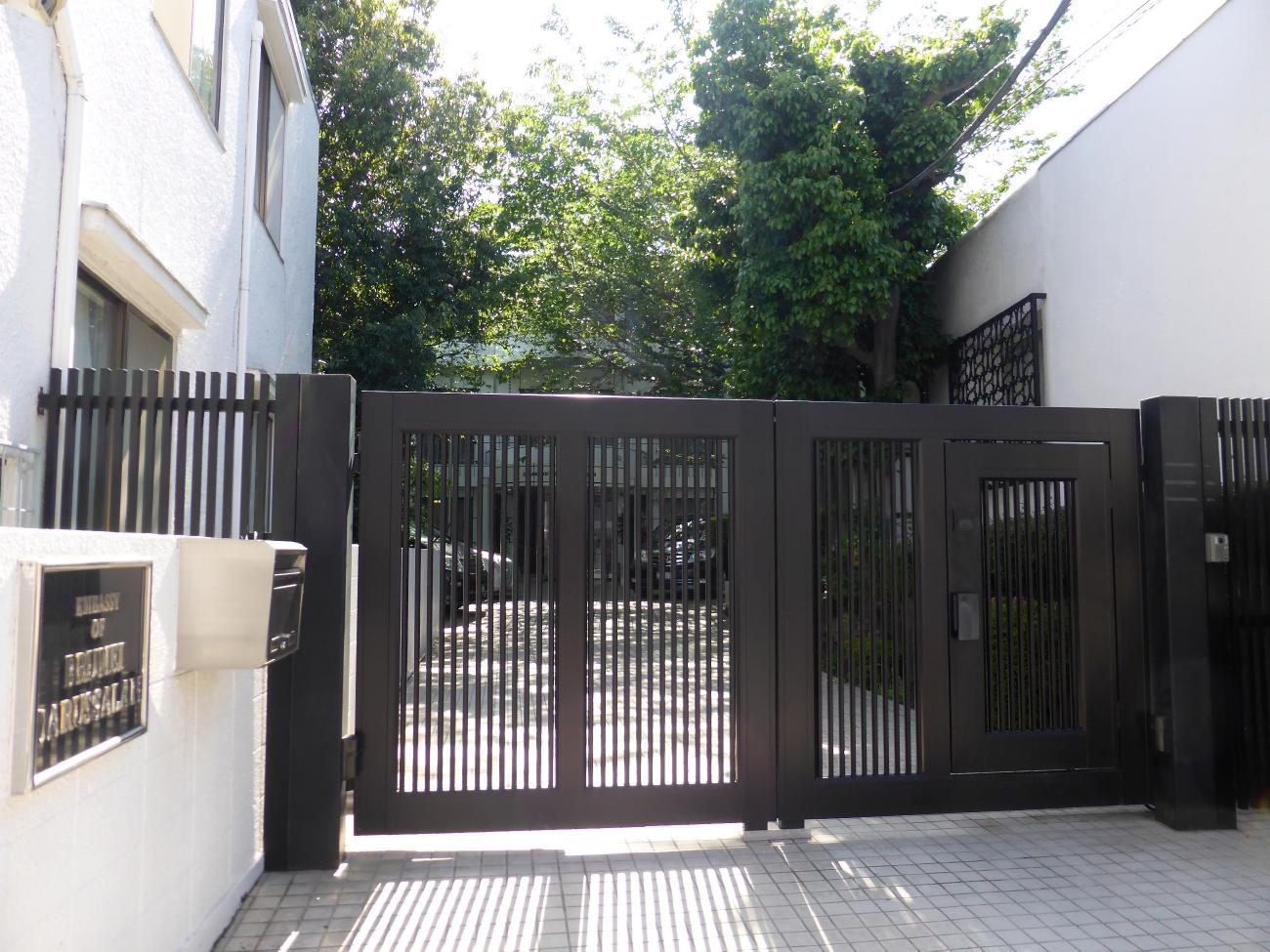
ブルネイ大使館裏門
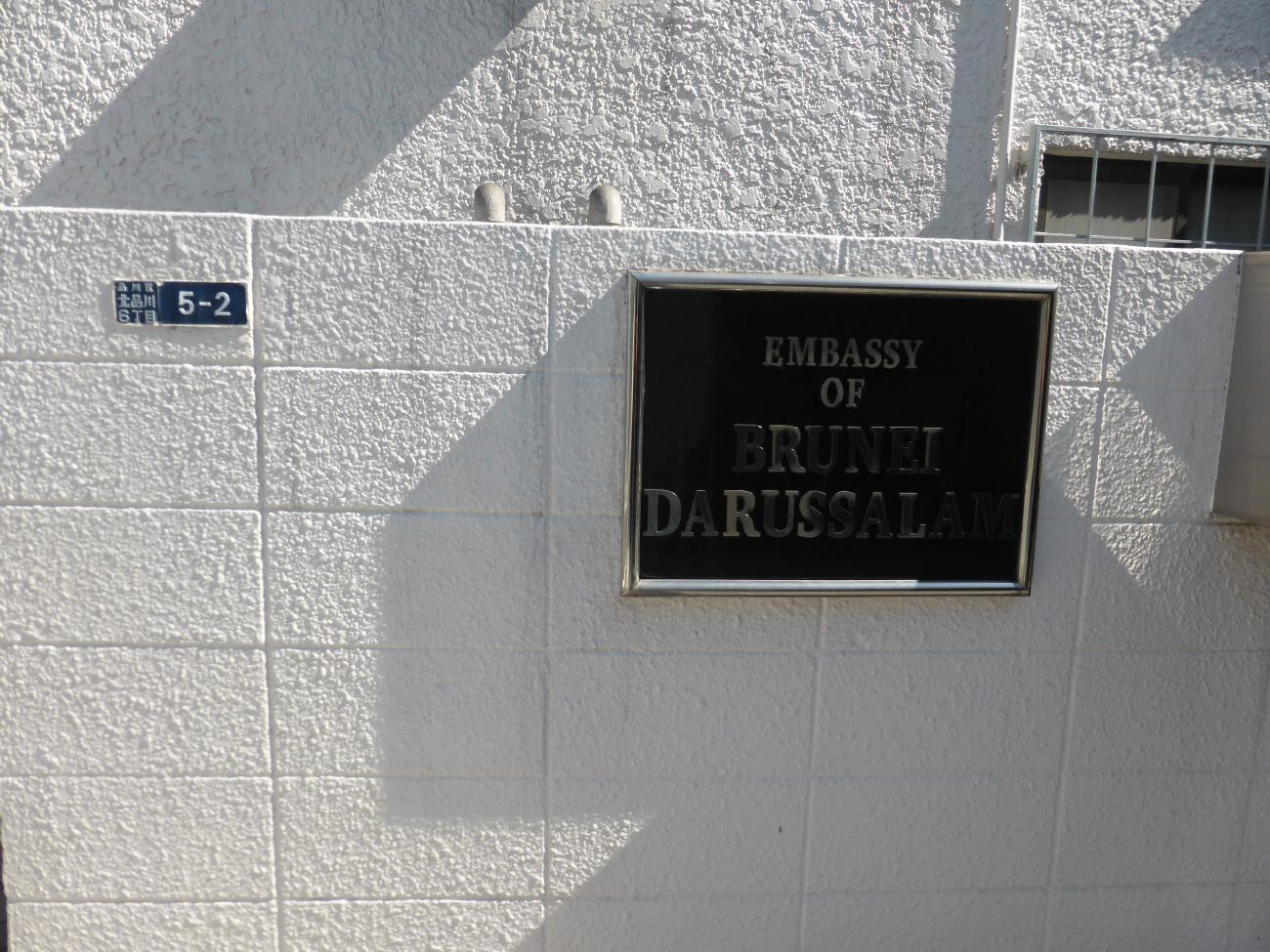
ブルネイ大使館は北品川6丁目
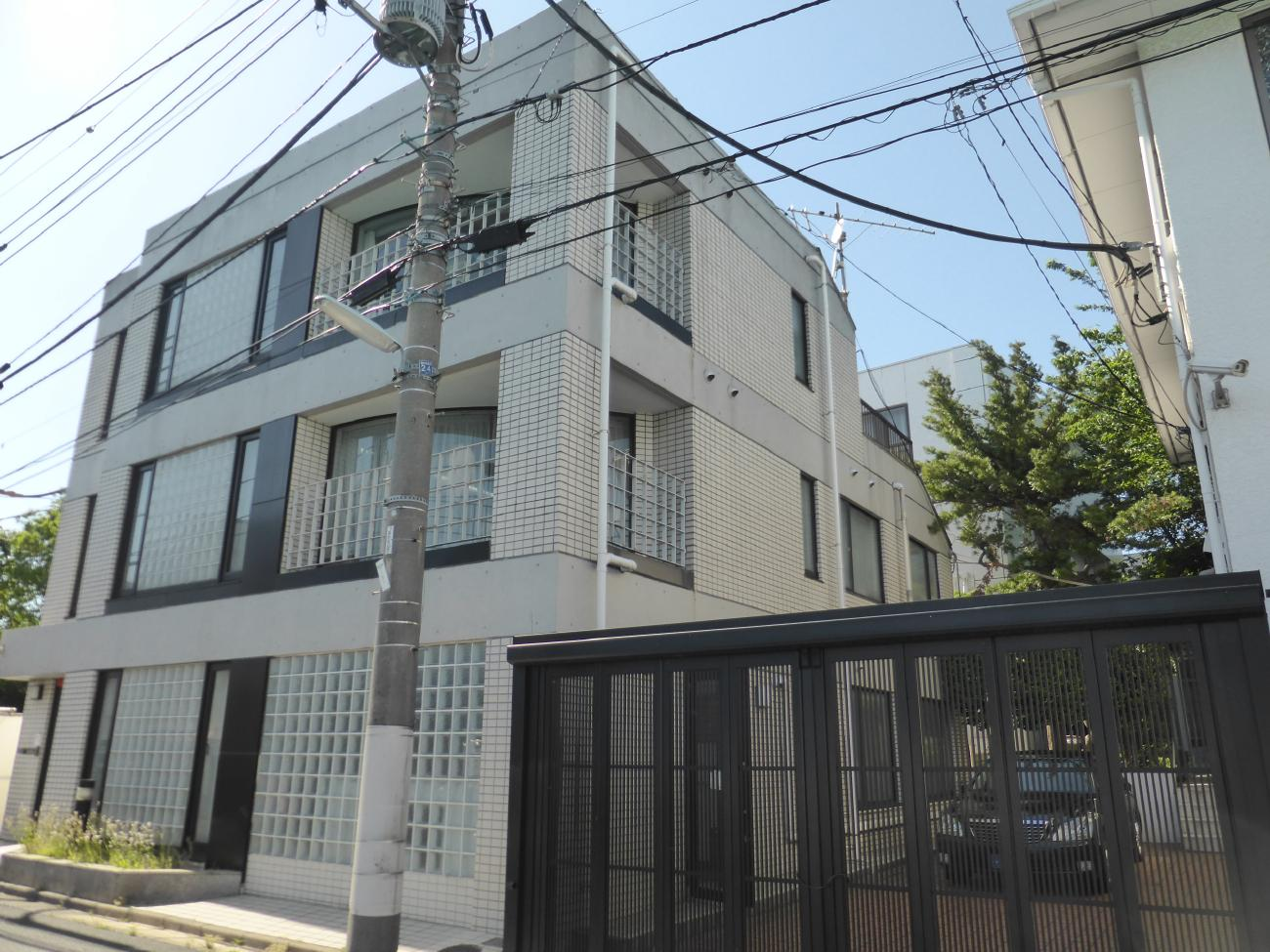
ブルネイ大使館職員住宅

### 駐日ブルネイ大使
| 代 | 氏名                                                                               | 在任期間        | 官職名       | 備考                                                         |
| -- | ---------------------------------------------------------------------------------- | --------------- | ------------ | ------------------------------------------------------------ |
| 1  | ペンギラン・ダト・スリ・ライラ・ジャサ・アナ・プテェ                               | 1986年          | 特命全権大使 | 信任状捧呈は9月19日 初代 旭日重光章受章                      |
| 2  | ペンギラン・ダト・ハジ・イドリス                                                   | 1987年 - 1996年 | 特命全権大使 | 信任状捧呈は6月11日                                          |
| 3  | ハジ・ユソフ・ビン・ハジ・アブドゥル・ハミド                                       | 1996年 - 1997年 | 特命全権大使 | 信任状捧呈は5月13日                                          |
| 4  | ダト・パドカ・マライ・ハジ・アハマッド・ムラッド・ビン・サイード・ハジ・マショール | 1997年 - 2001年 | 特命全権大使 | 信任状捧呈は9月30日                                          |
|    | モハマッド・サリップ・ビン・オスマン                                               | 2001年          | 臨時代理大使 |                                                              |
| 5  | ペンギラン・ユソフ                                                                 | 2001年 - 2002年 | 特命全権大使 | 信任状捧呈は12月26日 首相経験者、広島の被爆者 旭日大綬章受章 |
|    | アワン・モハマッド・アリアス・ビン・アワン・セルビニ                               | 2002年 - 2003年 | 臨時代理大使 |                                                              |
| 6  | ハジ・モハメッド・ノール・ビン・ハジ・ジャルディーン                               | 2003年 - 2004年 | 特命全権大使 | 信任状捧呈は3月31日 旭日重光章受章                           |
|    | アワン・モハマッド・アリアス・ビン・アワン・セルビニ                               | 2005年          | 臨時代理大使 |                                                              |
| 7  | ダトー・パドゥカ・ハジ・モハメド・アダナン・ビン・ブンター                         | 2005年 - 2008年 | 特命全権大使 | 信任状捧呈は11月14日 旭日重光章受章                          |
|    | マハディ・マイディン                                                               | 2008年 - 2009年 | 臨時代理大使 |                                                              |
| 8  | モハマド・アリアス・ビン・セルビニ                                                 | 2009年 - 2012年 | 特命全権大使 | 信任状捧呈は2月23日                                          |
|    | ノール・ゼルリナ・モミン                                                           | 2012年          | 臨時代理大使 |                                                              |
| 9  | ハジ・マハムード・ビン・ハジ・アハマド                                             | 2012年 - 2017年 | 特命全権大使 | 信任状捧呈は9月21日                                          |
|    | ティア・フイ・レン                                                                 | 2017年          | 臨時代理大使 |                                                              |
| 10 | カミラ・ハニファ                                                                   | 2017年 - 2018年 | 特命全権大使 | 信任状捧呈は5月10日                                          |
|    | アワンク・モハマッド・アジアン・ペンギラン・ダト・バドゥカ・マイディン             | 2018年 - 2019年 | 臨時代理大使 |                                                              |
| 11 | ハジ・シャブディン・ハジ・ムサ                                                     | 2019年 - 2024年 | 特命全権大使 | 信任状捧呈は5月16日                                          |
|    | AK・アミル・ヨハン・Pg・イスマイル                                                 | 2024年 -        | 臨時代理大使 |                                                              |